# Maria Bresell
Maria Kristina "Marre" Bresell, född 17 april 1967, är en svensk tidigare handbollsspelare (mittnia).

## Klubblagskarriären
Maria Bresells moderklubb Huddinge HK beskriver Bresell så här: "Tillhörde Flickor 1966-1967. Marre blev årets rookie i landslaget 1987 och är vår mesta landslagsspelare. Hon spelade även i Spårvägen. Hon erhöll Räven 1981 och KRIKE-priset 1990." Räven är ett föreningspris i Huddinge HK till förenings bästa ungdomsspelare.
Bresell spelade kvar i Huddinge HK till 1991 då hon lämnade för Spårvägens HF. I april 1992 var hon en av de viktiga spelarna då Spårvägen gick till semifinal i SM. Den 20 december 1992 var hon med och säkrade Spårvägens elitseriekontrakt genom att laget besegrade Tyresö med 21–18. Hur länge hon sedan spelade kvar i Spårvägen är oklart. Sista notisen i resultat i DN är från oktober 1993. 1994 skrev hon med flera andra Blå Spåret, en utvecklingsmodell för Spårvägens ungdomsverksamhet.

## Landslagskarriär
Maria Bresells landslagskarriär började i ungdomslandslaget där hon spelade 28 matcher och gjorde 87 mål från 1985 till 1987. Hon debuterade i A-landslaget 31 oktober 1986 i en match mot Spanien i C-VM som Sverige vann med 12-11. Hon spelade sin sista landskamp i B-VM den 6 december 1992. Sista matchen vann Sverige med 16-15 över Litauen. Sverige kvalificerade sig för A-VM i Norge 1993 men då hade Bresell slutat i landslaget. Sammanlagt gjorde hon 90 landskamper och stod för 154 mål i landslaget. Enligt den äldre statistiken hade hon bara spelat 86 landskamper.

## Ungdomstränare
Efter egna karriären har hon tränat flera ungdomslag i Huddinge HK. Hon är också ansvarig för klubbens öppna verksamhet i Flemingsberg för barn i åldern 8–11 år. År 2015 startades bollskolan och Maria Bresell förklarar att verksamheten har ändrat karaktär över tid. När verksamheten började var det väldigt kaotiskt med 30 barn i olika åldrar. Senare blev det mera strukturerat med en grupp på 7- och 8-åringar i bollskola.